# Fallera mayor de Valencia

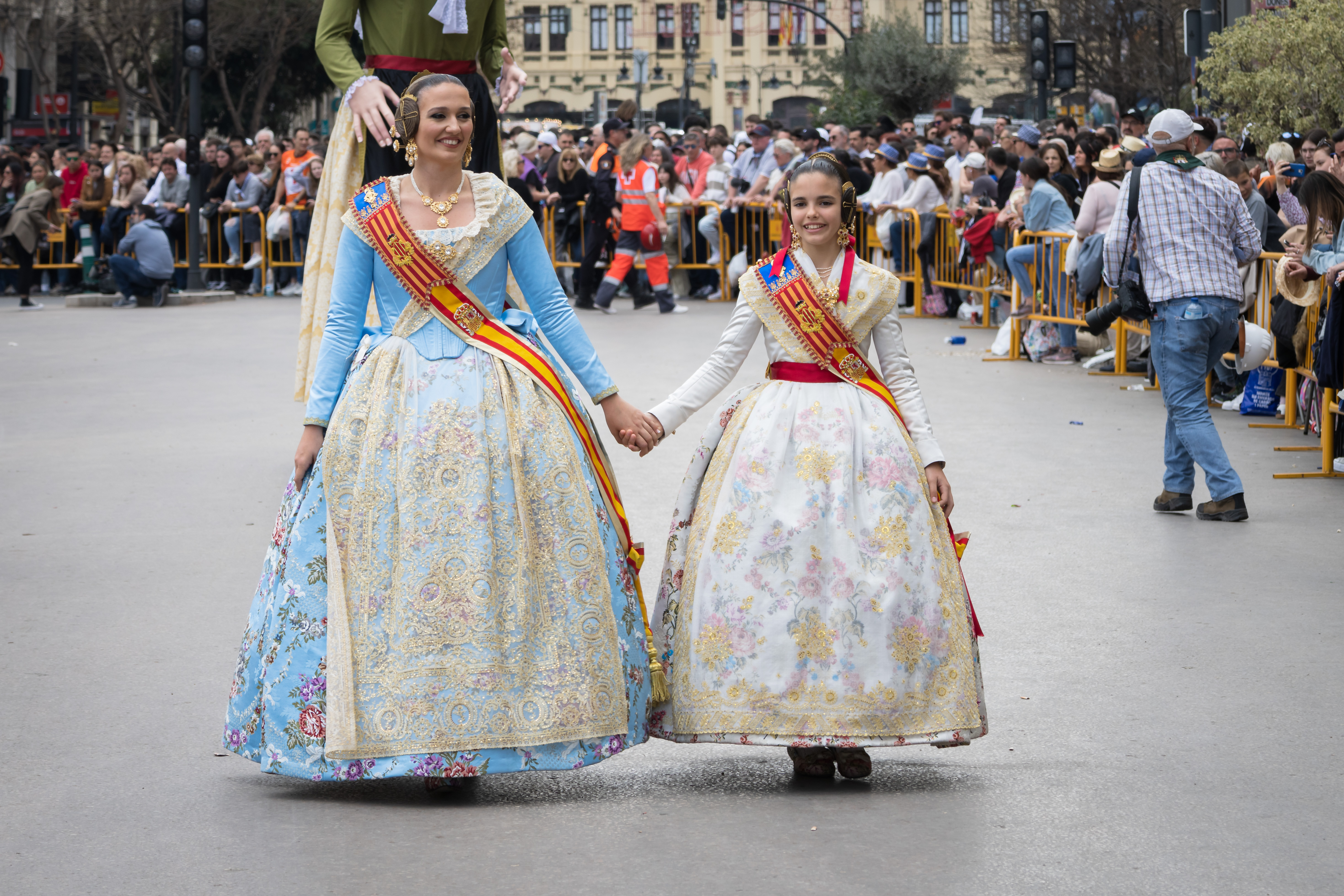
Fallera Mayor y Fallera Mayor Infantil 2023 en la Plaza del Ayuntamiento.

La figura de fallera mayor se da en Valencia y en las demás localidades donde están presentes la fiesta de las fallas y es la mayor representante de una comisión fallera,  durante los festejos y actividades que dicha comisión realiza durante el año que dure su reinado, también ejercerá de representante ante otras comisiones falleras u otros eventos a los que la comisión sea invitada. 
Existe también el cargo de fallera mayor infantil, ostentado por una niña y que representaría de igual modo a los niños de una comisión fallera. 

## Falleras Mayores de Valencia

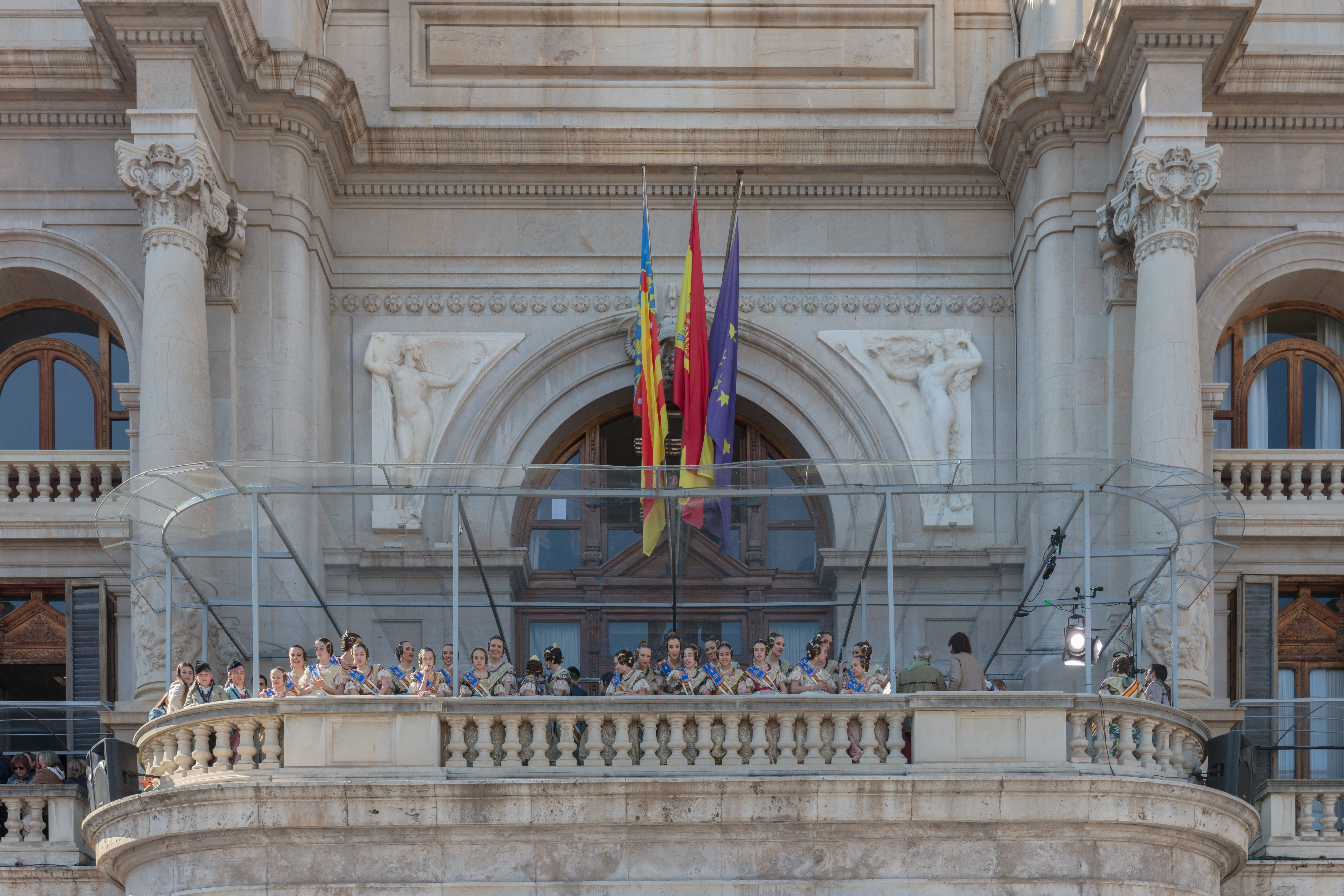
Falleras en el balcón del ayuntamiento de Valencia.

La Fallera mayor de Valencia, así como la Fallera mayor infantil de Valencia, es la máxima representante simbólica de las fallas de Valencia, en ambos casos son componentes de una comisión fallera, elegidas por un jurado, y cuya función principal es ejercer como embajadora de la fiesta de las fallas en la propia ciudad de Valencia y fuera de ella, allá donde se la requiera durante el año que dura su reinado.

## Sistema actual de elección

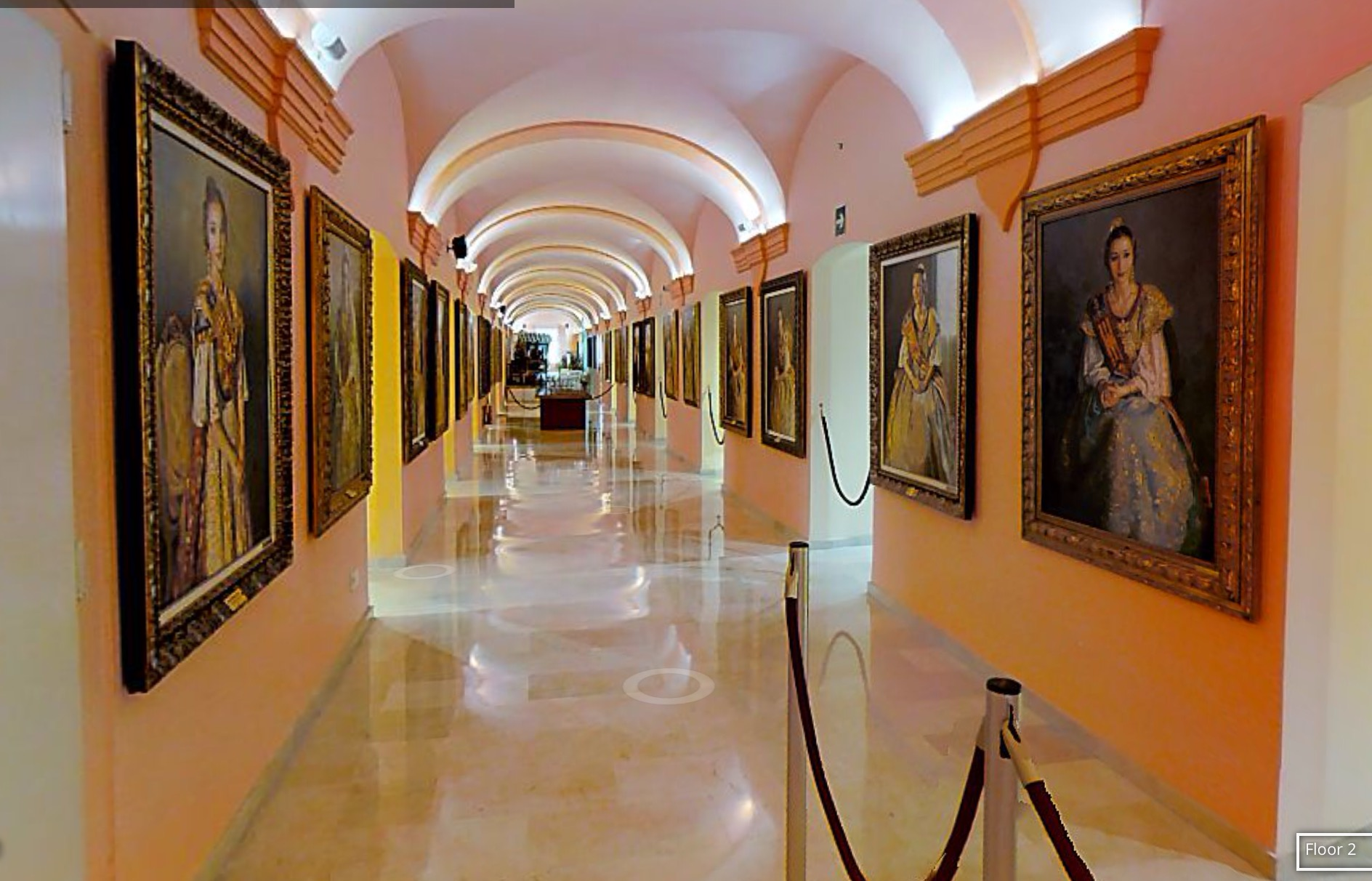
En el museo fallero de Monteolivete, sede también de Junta Central Fallera, se exponen los retratos de las últimas Falleras Mayores de Valencia.

El primer paso de elección es la preselección. Cada comisión fallera de Valencia que lo desee podrá presentar una candidata, en la mayoría de casos estas candidatas son las falleras mayores de la comisión del ejercicio fallero anterior, y en cada sector fallero se realizará la oportuna preselección de falleras. Dicho acto consiste en un desfile de las candidatas vestidas de valencianas para ser valoradas por un jurado. Desde 2012, por cada sector se podrán elegir 3 falleras en el caso de que el sector lo compongan más de 13 comisiones, 2 falleras para el resto de sectores, que cuentan entre 7 y 12 comisiones. En el caso de las infantiles es igual. El jurado que elegirá tanto a infantiles como a mayores puede ser de 2 tipos según decida el sector: un jurado designado por la Junta Central Fallera o un jurado conformado por los presidentes de las distintas fallas del sector.
En segundo lugar se hará la elección de cortes donde aquellas falleras preseleccionadas serán valoradas durante varios días por un jurado compuesto por siete personas, tres de ellos designados por el presidente de la Junta Central Fallera y que está conformado por personas de valía de diversas profesiones (periodistas, expertos en protocolo, artistas falleros,...) y por gente relacionada con las fallas (antiguas falleras mayores, antiguas Cortes de Honor, exdirectivos de la Junta Central Fallera,...).y los cuatro restantes elegidos democráticamente por la asamblea de presidentes, de entre los que se presentan hay presidentes de fallas, presidentes de agrupaciones, delegados de sector y miembros de Junta Central Fallera. Este jurado de entre todas las candidatas tendrá la función de elegir a las trece que consideren mejores para el cargo. 
La tercera fase del proceso, la lleva a cabo el mismo jurado que eligió a las cortes de honor, en este caso, de entre las 13 elegidas, se nombrará a la que será la fallera Mayor de Valencia. Igual caso para las infantiles

## Listado

### Falleras Mayores de Valencia
Las primeras representantes de la fiesta se eligieron democráticamente entre las candidatas presentadas por las comisiones falleras de la época En 1931 bajo el título de Reina Fallera y en 1932 con el nombre de Reinas Falleras. Fue en 1933 cuando se utilizó por primera vez el título de Fallera Mayor de Valencia.
| Año  | Fallera Mayor            | Comisión                                     |
| ---- | ------------------------ | -------------------------------------------- |
| 1931 | Ángeles Algarra Azura    | Plaza del Negrito                            |
| 1932 | Consuelo Cariñena Tarín  | Alta-Santo Tomás                             |
| 1932 | Cruz Robles López        | General Prim y Adyacentes                    |
| 1933 | Leonor Aznar Carceller   | Burriana-Maestro Gozalbo-Avenida 14 de Abril |
| 1934 | Amparo Albors Serrano    | Calle de la Barraca-Cabañal                  |
| 1935 | Vicenta Montoro Grustau  | Ripalda-Beneficencia-San Ramón               |
| 1936 | Filomena Montoro Soucase |                                              |

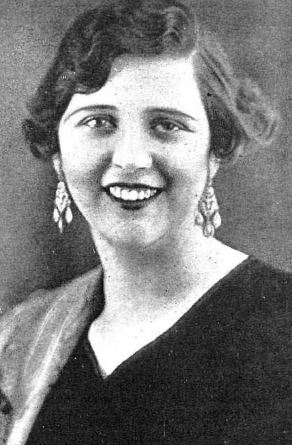
La valenciana Pepita Samper, primera Miss España, fue invitada a presidir los actos de las fallas de 1929, siendo así el precedente a la figura de la Reina Fallera creada en 1931.

La guerra civil española hizo que entre 1937 y 1939 no se celebrara la fiesta de las Fallas, y por lo tanto que no se eligiera fallera mayor de Valencia. Por primera vez en 1940 se elige a la Fallera Mayor por designación directa.
| Año  | Fallera Mayor                                       |
| ---- | --------------------------------------------------- |
| 1940 | María Luisa Aranda Sala                             |
| 1941 | María Luisa Aranda Sala                             |
| 1942 | María Luisa Prats Dupuy de Lome                     |
| 1943 | Elvira Gómez Trenor y Trenor                        |
| 1944 | Carmen Asensio Ballester                            |
| 1945 | Amparo Garrigues Santonja                           |
| 1946 | Amparo Ibáñez y Valero de Palma                     |
| 1947 | Amparo Casanova Casanova                            |
| 1948 | María Julia Martínez de Vallejo y Manglano          |
| 1949 | Margarita Casanova Civera                           |
| 1950 | María Victoria Noguera y Jiménez de Cisneros        |
| 1951 | Pilar Ibáñez-Martín Mellado                         |
| 1952 | Rosario Violante Ferrándiz Luna y Álvarez de Toledo |
| 1953 | Consuelo Cánovas y Cobo del Prado                   |
| 1954 | María Miguela Carpi Cañellas                        |
| 1955 | María Amparo Taulet Casanova                        |
| 1956 | Paquita Iborra Martínez                             |
| 1957 | Sagrario Fernández de Córdova Planells              |
| 1958 | Sonia Amorós Lluch                                  |
| 1959 | María del Carmen Colomer Casanova                   |
| 1960 | Isabel Colomer Boquet                               |
| 1961 | Victoria Lamo de Espinosa y Michels de Champourcin  |
| 1962 | Elisa Antolí-Candela y Cano                         |
| 1963 | María Antonia Moret Gómez                           |
| 1964 | María de los Desamparados de Rojas y Cárdenas       |
| 1965 | María José Carmena y Rodríguez de Manterola         |
| 1966 | María de los Llanos Borso di Carminati Martínez     |
| 1967 | María Dolores Palmero Salcedo                       |
| 1968 | María José Lleó García Ontiveros                    |
| 1969 | Amparo Llobet González Mataix                       |
| 1970 | Elisa Lassala Bau                                   |
| 1971 | Lourdes Pascual Navarro                             |
| 1972 | Sol Bacharach de Valera                             |
| 1973 | Encarna Folgado Tárrega                             |
| 1974 | Carmen Jarabo Calatayud                             |
| 1975 | Macarena Cañamás Gadea                              |
| 1976 | Carmen Serratosa Caturla                            |
| 1977 | Teresa Martínez-Hueso Ferrer                        |
| 1978 | Ángeles Vidal Lorente                               |
| 1979 | Luz Fos Blanco                                      |

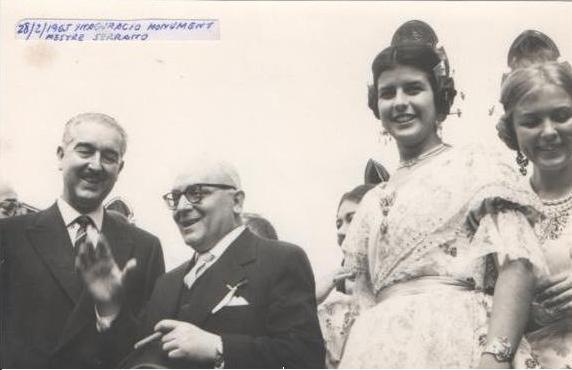
El alcalde de Valencia, Adolfo Rincón de Arellano con la Fallera Mayor de Valencia del año 1965, María José Carmena, en la inauguración del monumento al maestro Serrano.

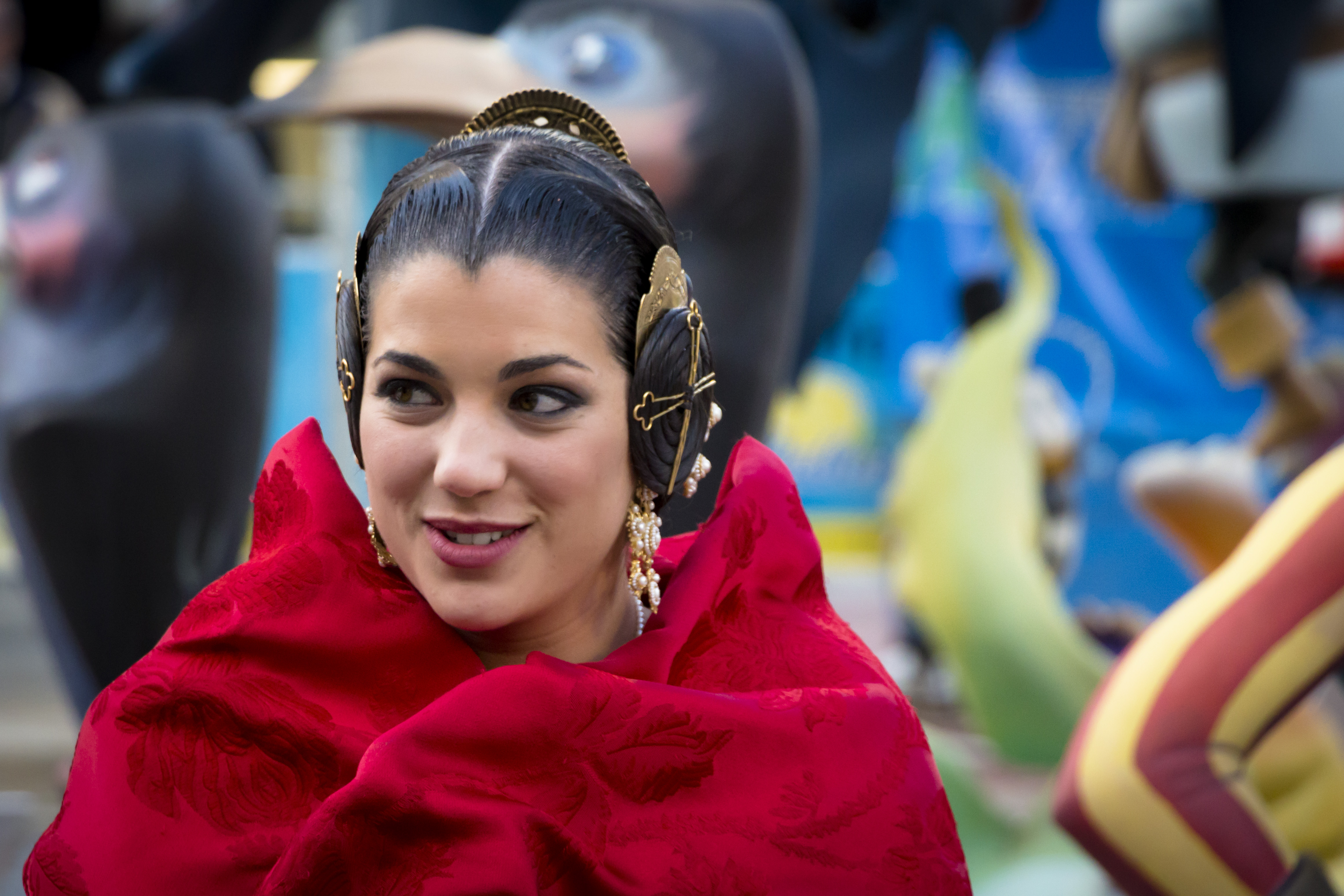
Estefanía López Montesinos, Fallera Mayor en 2015, visitando una falla.

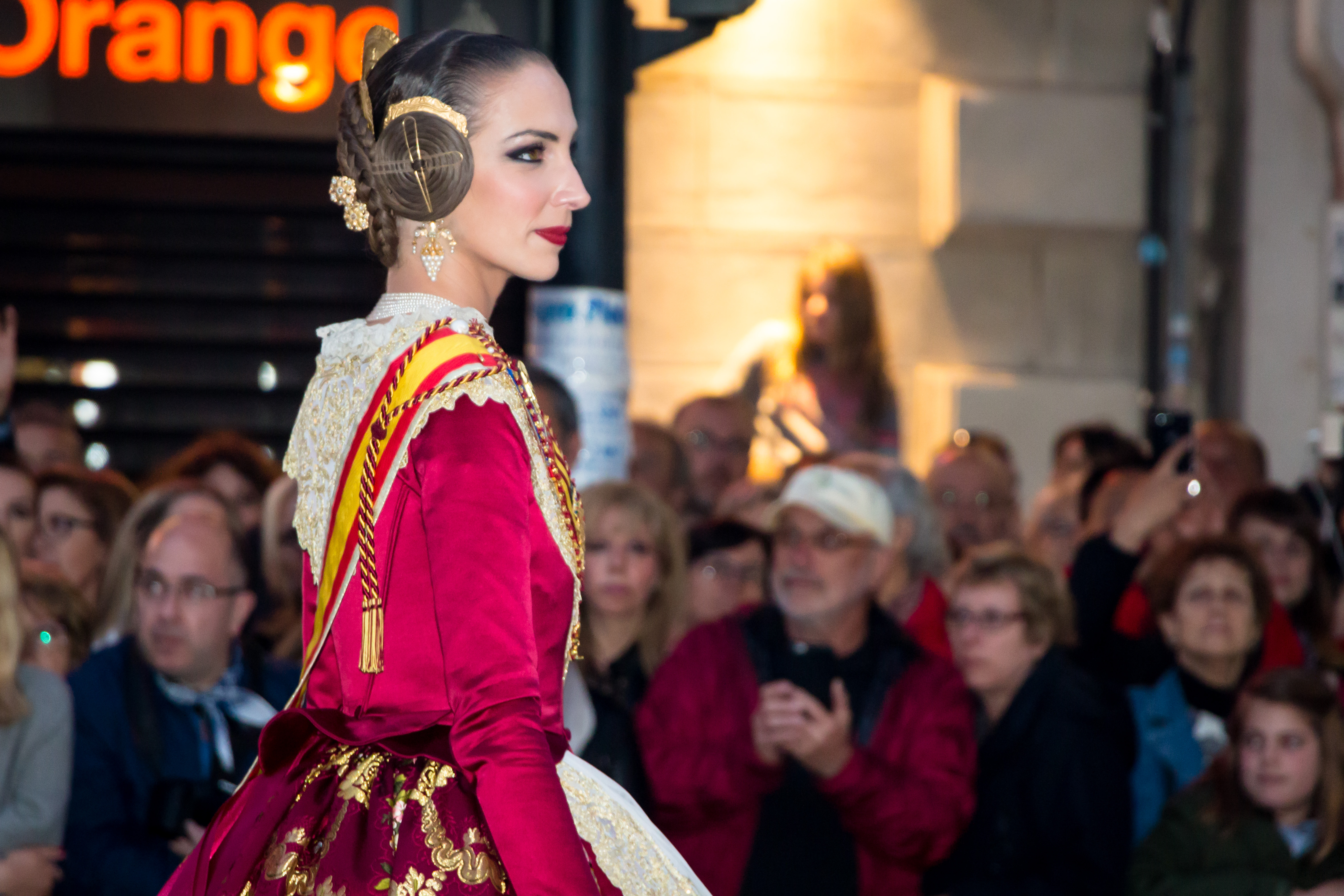
Raquel Alario Bernabé, Fallera Mayor de Valencia de 2017, participando en un desfile durante la semana de fallas.

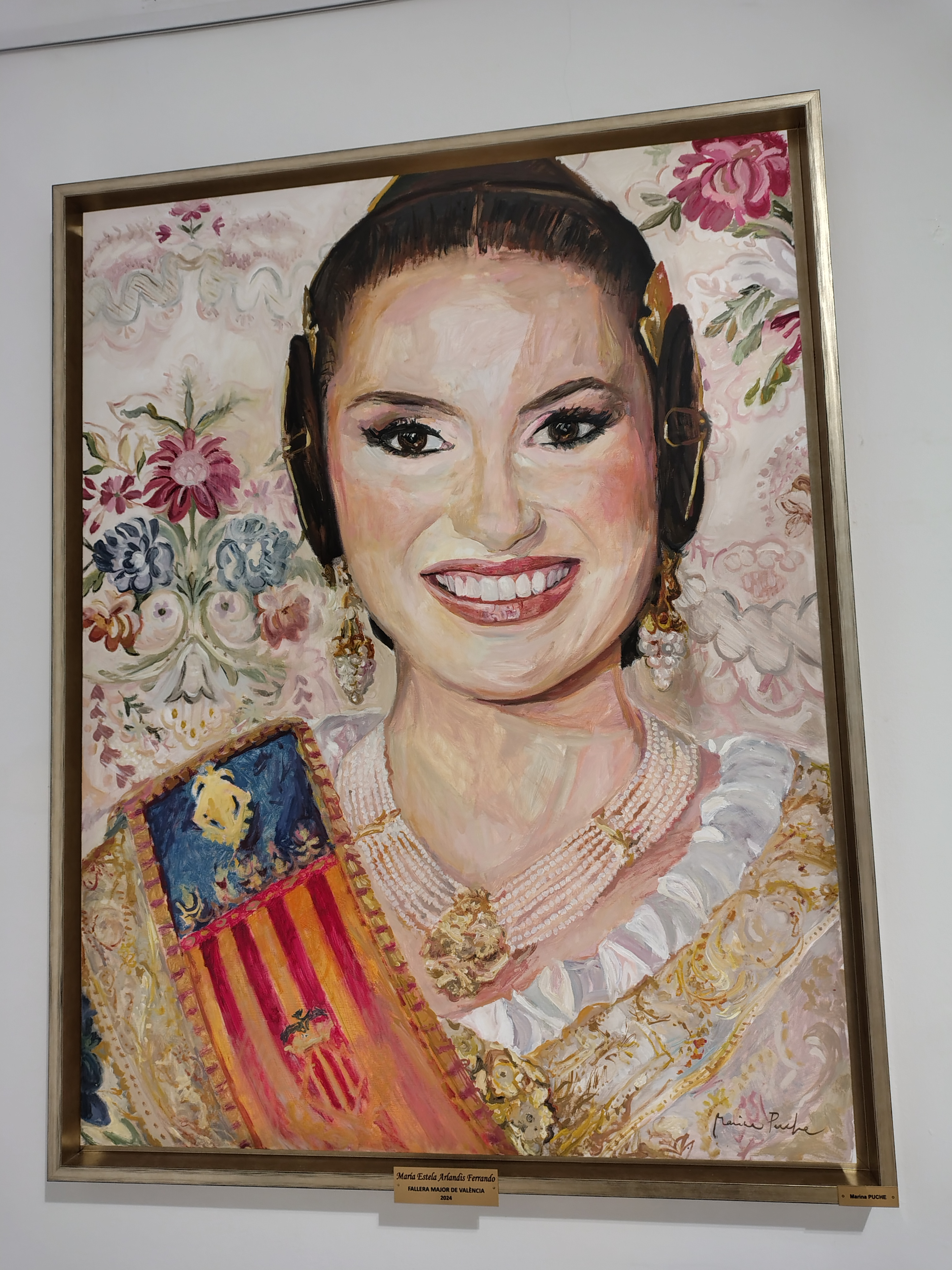
Retrato de la Fallera Mayor de Valencia 2024, María Estela Arlandis, en el Museo fallero

Tras 40 años de designación directa, se decide que la Fallera Mayor sea elegida entre las falleras que componen la corte de honor.
| Año   | Fallera Mayor                       | Comisión                                       | Sector                     |
| ----- | ----------------------------------- | ---------------------------------------------- | -------------------------- |
| 1980  | Carmen Dolz Adell                   | Ribera-Convento de Santa Clara                 | El Pilar-Sant Francesc     |
| 1981  | Amparo Marín Morales                | Plaza Virgen de Lepanto                        | Poblats al Sud             |
| 1982  | María José Esplugues Oliver         | Doctor Sanchís Bergón-Turia                    | Botànic-La Petxina         |
| 1983  | Begoña de la Concepción Martínez    | Plaza Lope de Vega                             | La Seu-Xerea-El Mercat     |
| 1984  | María José Ariza Tro                | Castellón-Segorbe                              | Russafa B                  |
| 1985  | Esther Silleras Descalzo            | Actor Mora-Avenida de la Constitución          | Zaidia                     |
| 1986  | María José Herrero Martí            | Palleter-Erudito Orellana                      | Botànic-La Petixna         |
| 1987  | Carmen Mollá Bau                    | Albacete-Marvá                                 | La Roqueta-Arrancapins     |
| 1988  | Marta Querol Benech                 | Pizarro-Cirilo Amorós                          | Pla del Remei-Gran Vía     |
| 1989  | Covadonga Balaguer Malmierca        | Visitación-Orihuela                            | Zaidía                     |
| 1990  | María José Oliver Mompó             | General Pando-Serrano Flores                   | Pla del Real-Benimaclet    |
| 1991  | Carla Muñoz Antolí-Candela          | Conde Salvatierra-Cirilo Amorós                | Pla del Remei-Gran Vía     |
| 1992  | Mónica Palmer Cuenca                | Conserva-Berenguer Mallol                      | Camins al Grau             |
| 1993  | Remedios Rodrigo Carbonero          | Duque de Gaeta-Pobla de Farnals                | Camins al Grau             |
| 1994  | Laura Segura Hervás                 | Convento de Jerusalén-Matemático Marzal        | La Roqueta-Arrancapins     |
| 1995  | Raquel Giner Ortiz                  | Doctor Oloriz-Arzobispo Fabián Fuero           | Zaidía                     |
| 1996  | Elena Muñoz Carpi                   | Ribera-Convento de Santa Clara                 | El Pilar-Sant Francesc     |
| 1997  | Sandra Climent Jordá                | Poeta Alberola-Totana                          | Olivereta                  |
| 1998  | Susana Remohí Andrés                | Plaza del Negrito                              | La Seu-Xerea-El Mercat     |
| 1999  | Sandra Bonet Martínez               | Menéndez Pelayo-Avenida de Cataluña            | Pla del Real-Benimaclet    |
| 2000  | Lola Flor Bustos                    | Conde Salvatierra-Cirilo Amorós                | Pla del Remei-Gran Vía     |
| 2001  | Adriana Polo Escrich                | República Argentina-Doctor Pallarés Iranzo     | Algirós                    |
| 2002  | Sara Martín Marín                   | Chiva- Francisco de Llano                      | Patraix                    |
| 2003  | Vanessa Lerma Navarro               | Sueca-Literato Azorín                          | Russafa B                  |
| 2004  | Noelia Soria Mompó                  | Félix Pizcueta-Cirilo Amorós                   | Pla del Remei-Gran Vía     |
| 2005  | Carmina Gueguel Massmanian Estellés | Plaza de la Reina-Paz-San Vicente              | La Seu-Xerea-El Mercat     |
| 2006  | Lucía Gil Raga                      | Ciscar-Burriana                                | Pla del Remei-Gran Vía     |
| 2007  | Marta Reglero Mangada               | Padre Doménech-Avenida Pío XII                 | Campanar                   |
| 2008  | Gloria Martínez Amigó               | Blanquerías                                    | El Carme                   |
| 2009  | Marta Agustín Ferrando              | Avenida del Oeste                              | El Pilar-Sant Francesc     |
| 2010  | María Pilar Giménez Santamarina     | Plaza de la Santa Cruz                         | El Carme                   |
| 2011  | Laura Caballero Molina              | Carrera de Malilla- Ingeniero Joaquín Benlloch | Quatre Carreres            |
| 2012  | Sandra Muñoz Pérez                  | Carcagente-Compromiso de Caspe                 | Jesús                      |
| 2013  | Begoña Jiménez Tarazona             | Isabel la Católica- Cirilo Amorós              | Pla del Remei-Gran Vía     |
| 2014  | Carmen Sancho de Rosa               | Plaza del Mercado Central                      | La Seu-Xerea-El Mercat     |
| 2015  | Estefanía López Montesinos          | Carrera de Malilla-Isla Cabrera                | Quatre Carreres            |
| 2016  | Alicia Moreno Morales               | Doctor Álvaro López-San Juan de Dios           | Malvarrosa-Cabanyal-Beteró |
| 2017  | Raquel Alario Bernabé               | Fernando el Católico-Ángel Guimerá             | La Roqueta-Arrancapins     |
| 2018  | Rocío Gil Uncio                     | Plaza de la Merced                             | La Seu-Xerea-El Mercat     |
| 2019  | Marina Civera Moreno                | Barri de Sant Josep                            | Algirós                    |
| 20/21 | Consuelo Llobell Frasquet           | Albacete-Marvá                                 | La Roqueta Arrancapins     |
| 2022  | Carmen Martín Carbonell             | Poeta Alberola-Totana                          | Olivereta                  |
| 2023  | Laura Mengó Hernández               | Monestir de Poblet-Aparicio Albinyana          | Campanar                   |
| 2024  | María Estela Arlandis Ferrando      | Obispo Jaime Pérez-Luis Oliag                  | Quatre Carreres            |
| 2025  | Berta Peiró García                  | Ripalda-Beneficencia-San Ramón                 | El Carme                   |

### Falleras mayores infantiles de Valencia
Elegidas por designación directa.
| Año  | Fallera Mayor Infantil                                |
| ---- | ----------------------------------------------------- |
| 1941 | Teresa del Sacramento Agramunt Lillo                  |
| 1942 | María Dolores Liceras Carbonell                       |
| 1943 | María del Carmen Barrera Risueño                      |
| 1944 | Teresa Trénor Trénor                                  |
| 1945 | Ángela Manglano de la Lastra                          |
| 1946 | Ada Sancho Rodríguez-Fornos                           |
| 1947 | Sagrario Fernández de Córdoba Planells                |
| 1948 | María Luisa Manglano de Más                           |
| 1949 | Victoria Laporta Osante                               |
| 1950 | María Victoria Fernández de Córdova y Sánchez de León |
| 1951 | María Encarnación Selva Adrién                        |
| 1952 | Luisa Sancho Merle                                    |
| 1953 | María Pilar Rull Gómez-Ferrer                         |
| 1954 | Amalia Guillém Martí                                  |
| 1955 | María Eugenia Escrivá Pérez                           |
| 1956 | Elisa Lassala Bau                                     |
| 1957 | Mercedes Iturriaga Trénor                             |
| 1958 | Pilar Sánchez de León Rodríguez-Roda                  |
| 1959 | Amparo Pons Romaní                                    |
| 1960 | María Carmen Martínez-Bordiu Franco                   |
| 1961 | Lola Alfonso Sánchez                                  |
| 1962 | Virginia Murillo Benedicto                            |
| 1963 | Carmen Fernández-Orbas Abarca                         |
| 1964 | Beatriz Gascó Aznar                                   |
| 1965 | Amparo González-Lliberós Casanova                     |
| 1966 | Carmen Ferri López-Bonilla                            |
| 1967 | Beatriz Silva de Laporta                              |
| 1968 | Carmen Serratosa Caturla                              |
| 1969 | Silvia Ferrero Cisneros                               |
| 1970 | Cristina Peris Domingo                                |
| 1971 | Ángeles Iborra Juan                                   |
| 1972 | María Elena Monreal Alfageme                          |
| 1973 | Amparo Trénor García                                  |
| 1974 | Beatriz Giménez Vila                                  |
| 1975 | Cuchita Lluch García                                  |
| 1976 | Mónica Mariner Tamarit                                |
| 1977 | Sonsoles Suárez Illana                                |
| 1978 | Amparo Cervera Taulet                                 |
| 1979 | Encarna Díaz Fort                                     |

A partir de este momento, la Fallera mayor infantil será elegida entre las componentes seleccionadas previamente para formar parte de la corte de honor infantil.
| Año   | Fallera Mayor Infantil       | Comisión                                        | Sector                     |
| ----- | ---------------------------- | ----------------------------------------------- | -------------------------- |
| 1980  | Laura Carsí Vaello           | Sueca-Literato Azorín                           | Russafa B                  |
| 1981  | Raquel Castañeda Orón        | Joaquín Costa-Burriana                          | Pla del Remei-Gran Vía     |
| 1982  | Mónica Palmer Cuenca         | Joaquín Costa-Burriana                          | Pla del Remei-Gran Vía     |
| 1983  | Elena Giménez Miralles       | Menéndez Pelayo-Avenida de Cataluña             | Pla del Real-Benimaclet    |
| 1984  | Amparo Martín Moret          | Doctor Sanchis Bergón-Turia                     | Botànic-La Petxina         |
| 1985  | María José Calvete Ferrer    | Espartero-Gran Vía Ramón y Cajal                | La Roqueta-Arrancapins     |
| 1986  | Patricia Sanz Sala           | Sevilla-Denia                                   | Russafa A                  |
| 1987  | Celia Lopera Merino          | San José de la Montaña-Teruel                   | Botànic-La Petxina         |
| 1988  | Sandra Leiva Herrero         | Sant Pere-Virgen de la Vallivana                | Malvarrosa-Cabanyal-Beteró |
| 1989  | María Montoro Blasco         | Plaza el Magnánimo-Nave-Bonaire                 | La Seu-Xerea-El Mercat     |
| 1990  | Belén Medina Martín          | Plaza de la Merced                              | La Seu-Xerea-El Mercat     |
| 1991  | Elena Corbellas Solanas      | Jacinto Labaila-Manuel Simó                     | Jesús                      |
| 1992  | Carmen Serrano Bononat       | Alemania-El Bachiller                           | Pla del Real-Benimaclet    |
| 1993  | María Asensi López           | Avenida Giorgeta-Roig de Corella                | La Roqueta-Arrancapins     |
| 1994  | Lorena Cervera Peris         | Trinidad-Alboraya                               | Zaidía                     |
| 1995  | Ana Belén Ferrer Chardí      | Plaza de la Sequiota-El Palmar                  | Poblats al Sud             |
| 1996  | Lucía Andrés Zarapico        | Reino de Valencia-Duque de Calabria             | Russafa A                  |
| 1997  | Natalia Bisbal Suay          | Cervantes-Padre Jofré                           | La Roqueta-Arrancapins     |
| 1998  | Rut Galán García             | Islas Canarias-Lo Rat Penat                     | Camins al Grau             |
| 1999  | Amparo Morosoli Candela      | Sueca-Literato Azorín                           | Russafa B                  |
| 2000  | Paloma Redondo Valero        | Pelayo-Matemático Marzal                        | La Roqueta-Arrancapins     |
| 2001  | Elena Nebot Collados         | Avenida Burjassot-Padre Carbonell               | Benicalap                  |
| 2002  | Alba Cervera Peris           | Trinidad-Alboraya                               | Zaidía                     |
| 2003  | Nela Ayora Cortés            | Paseo de la Alameda-Avenida de Francia          | Camins al Grau             |
| 2004  | Laura María Ortega Cano      | Almirante Cadarso-Conde Altea                   | Pla del Remei-Gran Vía     |
| 2005  | Cristina Sánchez Beltrán     | Poeta Asins-Alegret-Puzol                       | Pla del Real-Benimaclet    |
| 2006  | Nuria Llopis Borrego         | Na Jordana                                      | El Carme                   |
| 2007  | Inmaculada Escudero Asensi   | Serranos-Plaza de los Fueros                    | El Carme                   |
| 2008  | Victoria Blázquez Cercós     | Pizarro-Cirilo Amorós                           | Pla del Remei-Gran Vía     |
| 2009  | María Berbel Fernández       | Pedriatra Jorge Comín-Serra Calderona           | Campanar                   |
| 2010  | Ariadna Galán García         | Carrera de Malilla-Isla Cabrera                 | Quatre Carreres            |
| 2011  | Carmen Monzonís Valero       | Paseo de la Alameda-Avenida de Francia          | Camins al Grau             |
| 2012  | Rocío Pascual Candel         | Santa Genoveva Torres-Arquitecto Tolsa-Alfahuir | Rascanya                   |
| 2013  | Carla González Hortelano     | Guardacostas-Músico Jarque Cuallado             | Zaidía                     |
| 2014  | Claudia Villodre Gómez       | Reino de Valencia-San Valero                    | Russafa A                  |
| 2015  | María Donderis Sanchis       | Quart Extramurs-Velázquez                       | Olivereta                  |
| 2016  | Sofía Soler Casas            | General Asensio-Marqués de Solferit             | Quart de Poblet-Xirivella  |
| 2017  | Clara María Parejo Pérez     | Zapadores-Vicente Lleó                          | Quatre Carreres            |
| 2018  | Daniela Gómez de los Ángeles | Santa María Micaela-Martín El Humano            | Botànic-La Petxina         |
| 2019  | Sara Larrazábal Bernal       | José María Bayarri-Los Isidros                  | Olivereta                  |
| 20/21 | Carla García Pérez           | Ramiro de Maetzu-Leones                         | Camins al Grau             |
| 2022  | Nerea López Maestre          | Ingeniero José Sirera-Pío IX                    | La Creu Coberta            |
| 2023  | Paula Nieto Medina           | Azcárraga-Ferran el Catòlic                     | Botànic-La Petxina         |
| 2024  | Marina García Arribas        | Avenida Manuel de Falla-Tamarindos              | Campanar                   |
| 2025  | Lucía García Rivera          | Archiduque Carlos-Chiva                         | Patraix                    |

## Palmarés
Comisiones con dos o más Falleras Mayores y Falleras Mayores infantiles de Valencia
| N.º                                 | Comisión              | Años             |
| ----------------------------------- | --------------------- | ---------------- |
| 3                                   | Sueca-Literato Azorín | 1980, 1999, 2003 |
| 2                                   |                       |                  |
| Poeta Alberola-Totana               | 1997, 2022            |                  |
| Albacete-Marvá                      | 1987, 20/21           |                  |
| Conde Salvatierra-Cirilo Amorós     | 1991, 2000            |                  |
| Ribera-Convento de Santa Clara      | 1980, 1996            |                  |
| Carrera de Malilla-Isla Cabrera     | 2010, 2015            |                  |
| Menéndez Pelayo-Avenida de Cataluña | 1983, 1999            |                  |
| Doctor Sanchís Bergón-Turia         | 1982, 1984            |                  |
| Plaza de la Merced                  | 1990, 2018            |                  |
| Pizarro-Cirilo Amorós               | 1988, 2008            |                  |
| Paseo Alameda-Avenida de Francia    | 2003, 2011            |                  |
| Joaquín Costa-Burriana              | 1981, 1982            |                  |
| Trinidad-Alboraya                   | 1994, 2002            |                  |

Sectores con dos o más Falleras Mayores y Falleras Mayores infantiles de Valencia
| N.º | Sector                     |
| --- | -------------------------- |
| 10  | Pla del Remei-Gran Vía     |
| 8   | La Roqueta-Arrancapins     |
| 7   | La Seu-Xerea-El Mercat     |
| 6   | Camins al Grau             |
| 6   | Zaidía                     |
| 6   | Botànic-La Petxina         |
| 5   | Pla del Real-Benimaclet    |
| 5   | Quatre Carreres            |
| 5   | El Carme                   |
| 3   | Campanar                   |
| 3   | Russafa B                  |
| 3   | Olivereta                  |
| 3   | Russafa A                  |
| 3   | El Pilar-Sant Francesc     |
| 2   | Jesús                      |
| 2   | Algirós                    |
| 2   | Malvarrosa-Cabanyal-Beteró |
| 2   | Poblats al Sud             |
| 2   | Patraix                    |